# Intrigo a Hollywood
Intrigo a Hollywood (Sunset) è un film del 1988 diretto da Blake Edwards.

## Trama
Nella Hollywood degli anni venti, il grande attore di western muti Tom Mix e l'ormai vecchio leggendario sceriffo Wyatt Earp si trovano a risolvere insieme un giallo su un set cinematografico.

## Riconoscimenti
- 1988 - Razzie Awards
  - Peggior regista a Blake Edwards (ex aequo con Stewart Raffill per Il mio amico Mac)
- 1989 - Premio Oscar
  - Nomination Migliori costumi a Patricia Norris